# Kaneko Shinji
Shinji Kaneko (sinh ngày 3 tháng 4 năm 1987) là một cầu thủ bóng đá người Nhật Bản.

## Sự nghiệp câu lạc bộ
Shinji Kaneko đã từng chơi cho Vegalta Sendai, FC Ryukyu và Zweigen Kanazawa.